# 1207
1207 (MCCVII) je bilo navadno leto, ki se je po julijanskem koledarju začelo na ponedeljek.

## Dogodki

### Evropa

#### Latinsko cesarstvoin ostanki Bizantinskega cesarstva
- marec - Nikejski cesar Teodor I. Laskaris nastavi novega konstantinopelskega patriarha (v izgnanstvu) Mihaela IV., ki potem Teodorja krona za novega bizantinskega cesarja.
- Bolgarski car Kalojan sklene zavezništvo z nikejskim cesarjem Teodorjem I. Laskarisom proti Latinskemu cesarstvu.
- 4. september - V eni od bitk z Bolgari je iz zasede ubit solunski kralj in montferraški markiz Bonifacij Montferraški.
  - Mejno grofijo Montferrat nasledi sin Vilijem IV. iz prvega zakona, križarsko kraljevino Solun pa podeduje Dimitrij, mladoletni sin iz drugega zakona. Lombardski plemič Oberto II. iz Biandrateja prevzame regentstvo v imenu mladoletnega Dimitrija. Interes za prestol pokaže tudi starejši brat Vilijem IV.
  - Po uboju Bonifacija Montferraškega začne Kalojan nemudoma z obleganjem Soluna.↓

- oktober → Bolgarskega carja Kalojana med obleganjem Soluna umori voditelj Kumanov Manastăr. Po umoru Bolgari opustijo obleganje Soluna. Za prestol se spopadejo njegovi nečaki, od katerih prevlada Boril.
  - V jugovzhodnemu delu Bolgarije, ki meji na Epirsko kneževino in Solunsko kraljestvo ob pomoči srbskega kneza Štefana Nemanjića prevzame oblast Borilov brat Strez. V zavezništvu z Latinskim cesarstvom pa nadzoruje Pirinsko Makedonijo Borilov bratranec Aleksij Slav. 1208 ↔
- Marco Sanudo, nečak umrlega beneškega doža Enrica Dandola ustanovi ob pomoči Benečanov Egejsko vojvodino (imenovana tudi Arhipelaška vojvodina, Vojvodina Naxos). Ustanovljena je brez soglasja latinskega cesarja Henrika Flandrijskega. 1210 ↔
- Francoski križar in vitez Godfrej Villehardouinski začne s pisanjem kronike osvajanja Konstantinopla. Delo piše v francoščini, kar je izjema od uveljavljenega pravila pisanja v latinščini.
- Sultan ikonijskih Seldžukov Kejhosrov I. prežene križarje iz maloazijskega pristanišča Attaleja in s tem končno zagotovi Sultanatu Rum veliko pristanišče.

#### Ostalo po Evropi
- 2. februar - Ustanovitev baltiške križarske države Terra Mariana na ozemlju osvojene Livonije (današnje južne polovice Estonije in Latvije). Po pooblastilu nemškega (štaufovskega) kralja Filipa Švabskega novo križarsko državo ustanovi škof Rige Albert iz Buxthoevna. Ozemlja si potem razdelijo nemški in danski cerkveni knezi (škofi) ter viteški red Livonskega bratstva meča, ki dobi približno tretjino.
- 7. februar - Umrlega vojvodo Vzhodne Pomeranije[1] Samborja I. nasledi mlajši brat Mestvin I.
- 20. april - Nemčija: velik požar na Veliki petek uniči večino mesta Magdeburg. Meščani začnejo z gradnjo nove katedrale.
- 29. maj - Papeški legat Peter iz Castelnauja po pooblastilu Inocenca III. izobči touluškega grof Rajmonda VI., ker ta ne stori ničesar, da bi zatrl vplivno katarsko herezijo v svoji grofiji. 1208 ↔
- 17. junij - Anglija: za novega canterburyjskega nadškofa je posvečen papeški kandidat Stephen Langton.↓
- → Kralj Ivan Brez dežele izžene iz Canterburyja vse podpornike novega nadškofa. 1208 ↔
- avgust - Papež Inocenc III. prekliče izobčenje nemškega kralja Filipa Švabskega. Njegov rival Oton IV. Braunschweigovski je potisnjen na politično obrobje.
- Anglija: Liverpool dobi tržne pravice.
- Po smrti alanskega kneza David Soslan, se gruzijska kraljica in vdova Tamara Velika ne poroči več in sama vodi kraljevino. Ker je njen soprog vodil večino vojn proti muslimanskim sosedom, kraljevina zavzame bolj pacifistično držo do (muslimanskih) sosed.

- Gruzijski pesnik Šota Rustaveli dokonča delo Vitez v tigrovi koži (Vephistqaosani)
- Na dvoru Wartburg v Turingiji se odvija Sängerkrieg, pesniško tekmovanje šestih minstrelov. Zgodovinsko in umetniško vrednost tekmovanja odkrije šele romantika v 19. stol., mdr. je tekmovanje v operi Tannhäuser upesnil Richard Wagner.
- Kijevska Rusija: vladimirski knez Vsevolod Veliko gnezdo v kampanji proti kneževini Rjazan požge do tal mesti Rjazan in Belgorod.

### Azija
- Umrlega velikega mojstra vitezov hospitalcev Geoffreya le Rata nasledi 13. veliki mojster Guérin de Montaigu, ki za razliko od večine (kratkoročnih) predhodnikov vodi red dve desetletji.
- Osrednja Azija: Bukhara se upre Karakitanskim oblastnikom, kar izkoristi horezmijski vladar Ala ad-Din Muhamad, ki mesto zavzame. Prav tako sklene zavezništvo z Karahanidi, ki vladajo Samarkandu kot vazali Kitanov. 1212 ↔
- Japonska: preganjanje Honenove budistične ločine Čista dežela. Med izgonom širi čaščenje Amitabhe Budhe (Amida) med ribiči, kmeti in prostitutkami.
- Džingiskan ponovno napade Zahodno Xio, pohod je predvsem plenilski. Hkrati si na severu podredi gozdna sibirska ljudstva, ki mejijo na stepo. 1209 ↔

## Rojstva
- 7. julij - Elizabeta Ogrska, madžarska princesa, turinška mejna grofica, svetnica († 1231)
- 30. september - Džalal al-Din Muhamad Rumi, perzijski sufi in pesnik († 1273)
- 1. oktober - Henrik III., angleški kralj († 1272)

Neznan datum
- Adelasija iz Torresa, sardinska vladarka Logudora in Gallure († 1259)
- Filip I., savojski grof († 1285)
- Henrik II., vojvoda Brabanta[2] († 1248)
- Mehtilda Magdeburška, nemška mistikinja († 1282)
- Ottone Visconti, milanski nadškof in vladar († 1295)
- Sančo II., portugalski kralj († 1248)

## Smrti
- 4. januar - Simon II., vojvoda Zgornje Lorene (* 1140)
- 7. februar - Sambor I., vojvoda Vzhodne Pomeranije (* 1150)
- 16. maj - Ji Gong, kitajski čan budistični menih (* 1130)
- 4. september:
  - Bonifacij I. Montferraški, markiz, kralj Soluna (* 1150)
  - Rambaldo di Vaqueiras, provansalski trubadur (* 1165)

Neznan datum
- Afonso de Portugal, 11. veliki mojster vitezov hospitalcev
- Bona iz Pise, italijanska mistikinja, voditeljica romanj, svetnica (* 1156)
- David Soslan, knez Alanov, gruzijski kralj, vojskovodja
- Erling Steinvegg, norveški pretendent za kralja
- Geoffrey le Rat, 12. veliki mojster vitezov hospitalcev
- Han Tuozhou, kitajski državnik, Južni Song (* 1152)
- Kalojan Klavec Romanov, bolgarski car (* 1168)
- Neža Francoska, princesa, bizantinska cesarica (* 1171)
- Raimbaut de Vaqueiras, provansalski trubadur (* 1165)
- Xin Qiji, kitajski pesnik (* 1140)